# Ganesha

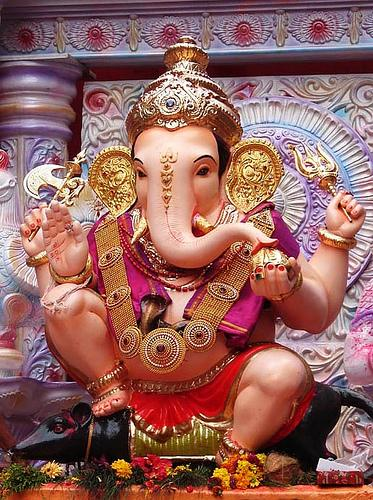
Zeitgenössische Ganesha-Statue

Ganesha (Sanskrit गणेश Gaṇeśa [gʌˈɳeːɕʌ] ) (gaṇa: ‚Gefolge‘, ‚Schar‘, īś: ‚Gebieter‘, also „Herr der Scharen“) ist eine der beliebtesten Formen des Göttlichen im Hinduismus. Weitere verbreitete Namen sind unter anderem Ganapati (‚Gebieter der Scharen‘), Vinayaka (‚Entferner [der Hindernisse]‘), Vighnesha (‚Herr der Hindernisse‘, auch Vigneshvara), Vighnantaka („Zerstörer der Hindernisse“), Varada („der Wohltaten Schenkende“), Siddhita („der, der Erfolg schenkt“) sowie Ekadanta („Der Einzähnige“, weil er einen Stoßzahn verlor).
Unter der Bezeichnung Vinayaka wird er auch im Tantra verehrt, wo er als begnadeter Tänzer und beweglicher Liebhaber gilt. Ganesha ist der Gott und „Herr der Hindernisse“, sowohl der Beseitiger als auch der Setzer von Hindernissen, wenn sich jemand ihm gegenüber respektlos verhält oder diese für ihn notwendig sind. Er ist der Herr und Aufseher über Shivas Gefolge und der Vermittler zu seinem Vater und damit Götterbote.
Ganesha wird als naschhafter, gnädiger, gütiger, freundlicher, humorvoller, jovialer, kluger, menschlicher und verspielter, schelmischer Gott vorgestellt, der oftmals Streiche spielt. Er ist einer der wichtigsten, populärsten, zugänglichsten Götter Indiens überhaupt, der fast an jedem Straßenschrein verehrt wird. Er ist der Sohn des Shiva und der Parvati, mit denen er zusammen das Idealbild einer Hindu-Familie verkörpert. Ganesha ist von allen hinduistischen Göttern der mit der größten Präsenz und Popularität außerhalb Indiens.
Ganesha wird auch im Buddhismus (unter dem Namen Kangiten) und im Jainismus verehrt.
Jede (morgendliche) Puja (hinduistischer Gottesdienst) beginnt mit einem Gebet an Ganesha. Der Glücksgott wird bei Eröffnungsritualen (purvaranga) indischer Tanz- und Theaterspielgattungen angerufen und um Beistand gebeten. Ganesha wird gefragt, wenn man Glück, Erfolg oder gutes Gelingen für den Weg oder am Anfang einer neuen Unternehmung braucht, beispielsweise für eine Reise, Hochzeit, Hausbau, Geschäftsprüfung, Klausur oder den Beginn eines neuen Tages, er steht für jeden Neuanfang und verkörpert Weisheit und Intelligenz. Zu seinen Angelegenheiten gehören die Poesie, Musik, Tanz, Schrift und Literatur, und er ist der Herr über die Wissenschaften und Gott des Handels. Die meisten Kaufleute betrachten ihn als ihren Schutzherrn und in fast jedem Laden ist eine Ganeshastatue zu finden. Für viele fromme Hindus ist das erste, was in ein neues Haus kommt, eine Statue des Ganesha. Diese segnet das Haus und verheißt Glück. Er ist auch auf fast jeder Hochzeitseinladungskarte zu finden.
Für viele hinduistische Strömungen bedeutet Ganesha eine untergeordnete Manifestation des Göttlichen, der Herr allen Anfangs. Andere dagegen, besonders im indischen Bundesstaat Maharashtra oder in einigen Gegenden Südindiens, sehen in ihm die wichtigste Verkörperung des formlosen Höchsten, des Brahman.
Nach Ganesha ist der Asteroid (2415) Ganesa des mittleren Hauptgürtels benannt.

## Ikonographie und Symbolik

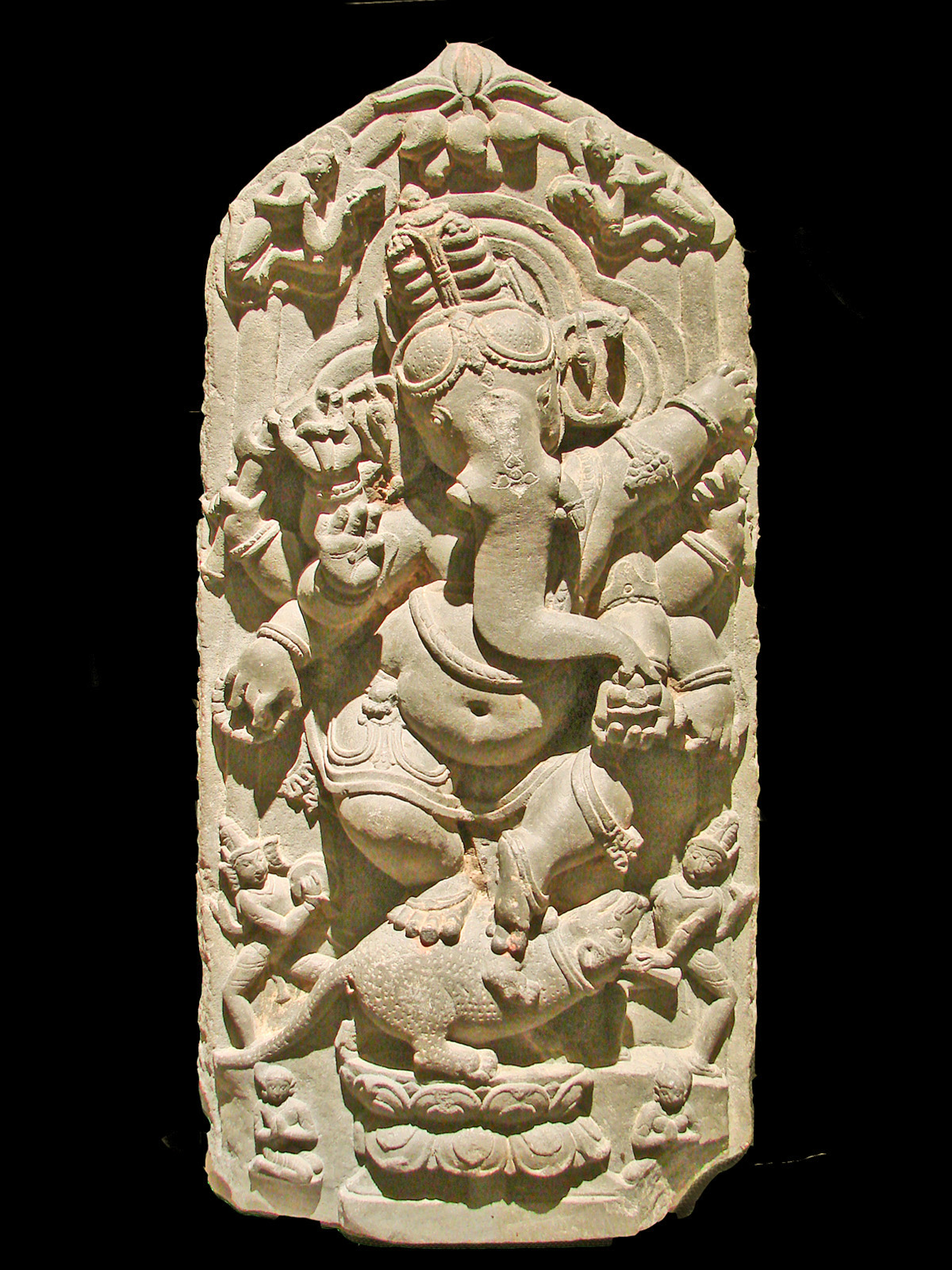
Tanzender Ganesha, Nordbengalen, 11. Jahrhundert. Museum für Asiatische Kunst, Berlin-Dahlem.

Meist wird Ganesha als kleiner, roter, beleibter Mann dargestellt, oder als Kind mit einem großen, dicken Elefantenkopf, der nur einen Stoßzahn hat, oft auf einer Lotusblüte sitzend. Seine Ohren werden überdimensional groß dargestellt, seine Augen sind klein und sein Blick stechend und durchdringend. Sein kugelrunder, dicker Bauch steht für Reichtum und die Fähigkeit alle Erfahrungen zu absorbieren. Bei ihm ist immer sein Reittier (vahana), eine Maus oder Ratte, die ebenfalls unter anderem Symbol für Intelligenz und Stärke ist und als Hindernisüberwinder gilt. Philosophisch gedeutet verkörpert er die Kontrolle über das menschliche Ego oder die Fähigkeit, dass selbst das kleinste Wesen das Göttliche tragen kann.
Er hat zwei oder auch mehrere Arme, welche in der hinduistischen Kosmologie u. a. ein Zeichen von Virtuosität, von überlegener (göttlicher) Macht darstellen.

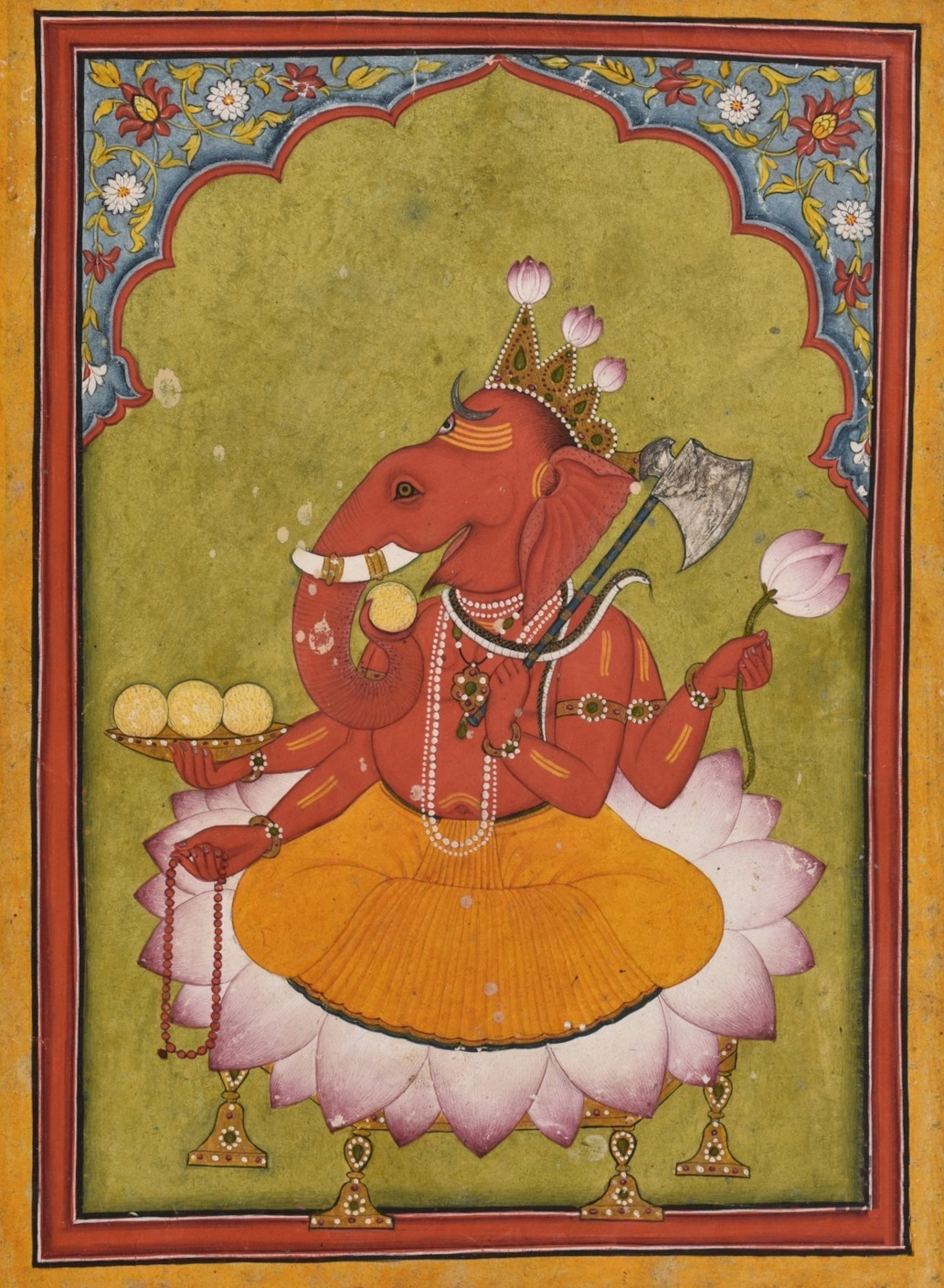
Ganesha mit einem Teller voller Modakas, Miniatur, um 1730 im Nationalmuseum New Delhi

Sie tragen in traditionellen Darstellungen eine Waffe u. a. als Zeichen des Schutzes und seines Kampfes gegen alles Übel, eine Lotusblüte, u. a. Zeichen der geistigen Wiedergeburt, Weisheit und Reinheit, Reinkarnation (Wiedergeburt). Auf anderen Darstellungen trägt er ein Buch sowie eine Mala, eine Gebetskette. Seinen zweiten Stoßzahn verlor er der Legende nach im Kampf gegen Parashurama („Rama-mit-der-Axt“), Vishnus sechste Inkarnation. Seine anderen beiden Hände signalisieren dem Gläubigen durch Handzeichen (Mudras): Fürchte dich nicht! (trostspendende Mudra) und versprechen in der gebenden Geste seine Gnade. Meist steht eine Schale mit Laddus vor ihm oder er hält Modaka in einer seiner Hände, indische Süßigkeiten, die neben vielschichtiger spiritueller Bedeutung auch Ganeshas Liebe und Schwäche zum Essen darstellen und die Belohnung spiritueller Sinnsuche darstellen. Häufig wird er auch in tanzender Form dargestellt oder auf einem Thron sitzend, die Beine übereinandergeschlagen. Weitere Attribute des Gottes sind Elefantentreiberstock, Seil, mit dem er die Gläubigen aus ihren weltlichen Problemen zieht und Axt, mit der er das Seil der Wünsche, Bedürfnisse und Bindungen durchtrennen kann. Er wird oftmals mit einer Schlange, die er sich um den Bauch bindet, dargestellt.
Rätselhaft erscheint Ganeshas Mischform aus Mensch und Elefant. Am ehesten verständlich ist sie über den Elefanten, ein wichtiges Symboltier, in der Mythologie Wächter und Träger des Alls. In der gesamten hinduistischen Symbolik erscheinen Elefanten und Ganesha abwechselnd, z. B. als Glückszeichen und Hüter an Wohnhäusern ebenso wie an Tempeln. Verbreitet ist auch die Erklärung des Kopfes als Zeichen für den Makrokosmos und der menschliche Körper als Mikrokosmos.

## Mythen

### Ganeshas Geburt

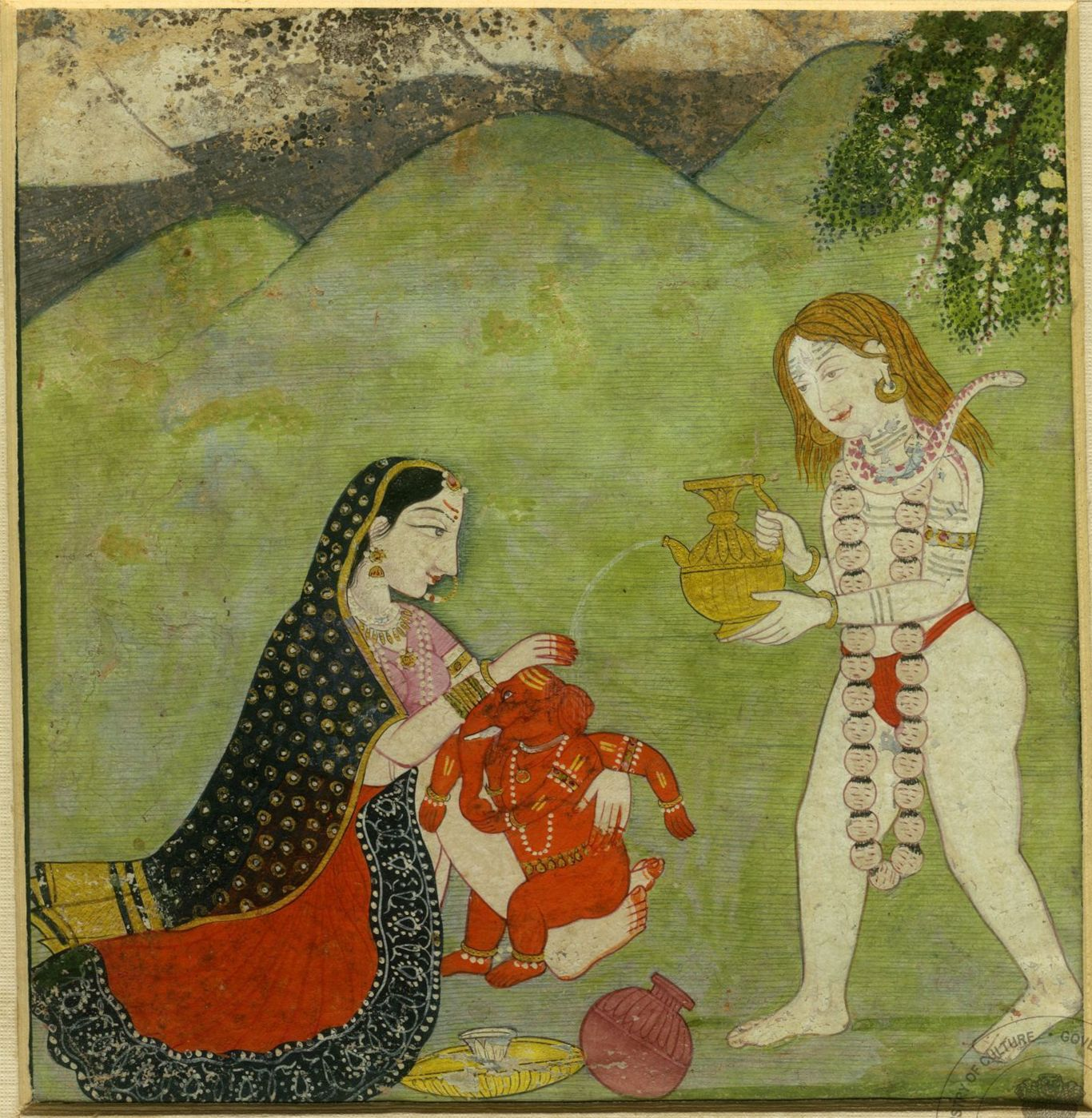
Shiva und Parvati baden ihren Sohn Ganesha. Kangra-Miniatur, 18. Jahrhundert. Allahabad Museum, New Delhi.

Unzählige Legenden in den Puranas bieten verschiedene Versionen als Erklärung für die Entstehung Ganeshas an, der ursprünglich keinen Elefantenkopf, sondern einen menschlichen Kopf gehabt haben soll. So berichtet eine populäre Geschichte im Shiva Purana, dass Parvati, Shivas Ehefrau, Ganesha in Abwesenheit Shivas geschaffen hätte: Demnach formte sie aus dem Lehm, mit dem sie ihren Körper eingerieben hatte, einen kleinen Buben, übergoss ihn mit Gangeswasser und erweckte ihn so zum Leben. Sie nannte ihn Ganesha und setzte ihn als Wache vor ihr Haus. Als Shiva kam, versperrte Ganesha ihm den Weg. Shiva schlug ihm den Kopf ab und gelangte so ins Haus. Als Shiva bemerkte, dass er gerade Parvatis Sohn getötet hatte, befahl er seinen Dienern, den Kopf eines Lebewesens zu bringen, welches seinen Schlaf nach Norden richtet. Dieses Lebewesen war ein Elefant, und dessen Kopf setzte Shiva auf Ganeshas Rumpf, um ihn ins Leben zurückzubringen. Dadurch wurde Ganesha, der vorher nur Parvatis Sohn war, auch zum Sohne Shivas.
Eine ähnliche, leicht abgewandelte Erzählung lautet wie folgt: Parvati war längere Zeit allein, weil ihr Mann Shiva sich in Meditation zurückgezogen hatte, so beschloss sie, sich selbst einen Sohn zu machen und formte ihn, bevor sie ihr tägliches Bad nahm, aus dem Schorf ihres Körpers mit Salben, Ölen und Gangeswasser, und stellte ihn als Türwächter vor den Baderaum. Damals hatte Ganesha einen normalen Menschenkopf. Zu einem Elefantenkopf kam Ganesha durch den Zorn des Shiva. Denn als der Sohn Ganesha Shiva den Weg zu seiner Gattin verstellte, weil sie gerade badete, geriet Shiva, der um die Existenz von Ganesha nichts wusste, so in Zorn, dass er Ganesha mit dem Schwert den Kopf abschlug. Parvati war außer sich und flehte Shiva an, ihren Sohn Ganesha wieder zum Leben zu erwecken. Shiva versprach darauf, ihn mit dem Kopf des ersten vorbeikommenden Lebewesens auszutauschen um ihn ins Dasein zurückzurufen. Das erste Wesen war ein Elefant. Durch die Wiederbelebung ist Ganesha auch Shivas Sohn geworden und wird von ihm anerkannt. Er ernannte ihn nicht nur zum obersten Heerführer seiner Ganas (Sanskrit गण gaṇa Schar, Reihe (von Lebendigem und Leblosem), Gefolge, Anhang, Scharengottheiten, göttliche Armeen), sondern sagte auch allen anwesenden Göttern, dass Ganesha immer zuerst angebetet werden würde, die anderen Götter erst nach ihm.
In anderen Geschichten erschafft Shiva Ganesha ohne Zutun einer Frau, und in den Erzählungen der Vishnu-Mythologie wird der Elefantenköpfige als Sohn Vishnus betrachtet.

### Ganesha und die Weisheit
Viele Mythen handeln von Ganeshas unendlicher Weisheit und seinem großen Einfallsreichtum.
Sie erzählen beispielsweise davon, wie Shiva und Parvati ihre Kinder Ganesha und Karttikeya zu einem Wettbewerb aufforderten, bei dem der Sieger als erster verheiratet werden oder nach anderen Aussagen eine Frucht als Belohnung erhalten sollte. Die Aufgabe bestand darin, die Welt als erster zu umrunden. Kartikeya nahm seinen Pfau und schaffte es innerhalb eines Tages. Der kluge Ganesha umrundete einfach dreimal seine Eltern, die für ihn das Universum darstellten. Von seiner Pfiffigkeit beeindruckt erklärten seine Eltern Ganesha daraufhin zum Sieger.

### Ganesha und der Stoßzahn
Viele Mythen handeln davon, wie Ganesha seinen Stoßzahn verlor. Eines Tages war Ganesha vollgefressen und stolperte mit seiner Ratte über eine Schlange. Dabei platzte sein Bauch und sein Essen fiel heraus, so dass Ganesha ihn mit einer Schlange wieder zubinden musste. Der Mondgott Chandra (Soma) machte sich daraufhin über ihn lustig. Daraufhin erboste Ganesha und riss sich seinen Stoßzahn aus und warf ihn auf den Mond, der sich darauf sofort verdunkelte. Da es nun keinen Mondschein mehr gab, baten die Götter Ganesha seinen Fluch zurückzunehmen, woraufhin Ganesha ihn in ein sporadisches Abmagern umwandelte. Dieser Mythos liefert eine Erklärung für die Entstehung der verschiedenen Mondphasen.
Einer anderen Version zufolge bat der Weise Vyasa ihn das Mahabharata aufzuzeichnen. Ganesha willigte ein, aber nur unter der Bedingung, dass Vyasa ohne Pause zitiere, während dieser von Ganesha verlangte nur aufzuschreiben, was dieser auch wirklich verstanden habe. Zu dieser Gelegenheit riss Ganesha sich einen Stoßzahn aus, den er als Griffel zum Schreiben benutzte.
Wieder anders wird erzählt, Parushurama wollte Shiva in seinem Palast auf dem Kailash besuchen, vor dessen Eingangstür Ganesha als Wächter postiert war. Parushurama verlangte Einlass, den Ganesha ihm verwehrte. Parushurama wurde sauer und warf seine Axt, die er von Shiva erhielt, auf den Gott. Dabei verlor dieser seinen Stoßzahn. Parvati und Shiva maßregelten ihn. Parushurama wurde daraufhin ein großer Verehrer Ganeshas und ihm wurde verziehen.
Oder aber Ganesha riss sich den Stoßzahn aus, um einen Dämon zu bändigen, der durch Askese unbesiegbar geworden war und der danach in eine Ratte verwandelt wurde.
Wieder einer anderen Legende nach ging Shiva zum Meditieren auf den Kailash und ließ seine Frau Parvati allein zu Hause zurück. Diese wurde dann von zahlreichen Verehrern belästigt. Nachdem er jahrelang nicht zurückkam, sagten die Verehrer „Der kommt nie wieder“. Darauf schuf Parvati aus ihrem Ohrenschmalz (andere Variante: nach dem Baden abgekratzte Hautschuppen), das sie zu einem Bällchen formte, dem sie Leben einhauchte, Ganesh. Sie gab ihm den Auftrag, keinen einzigen Mann an sie heranzulassen, und gab ihm die Oberherrschaft über die himmlischen Heerscharen. Shiva fiel nach Jahren ein, dass er über dem Meditieren seine Frau ganz vergessen hatte, und kehrte zu seinem Haus zurück. Dort stand Ganesh und verwehrte ihm den Eintritt. Das ließ sich Shiva nicht bieten, es kam zum Kampf, und Shiva schlug Ganesh den Kopf ab. Darüber war Parvati äußerst erbost: „Du hast meinen Sohn getötet, schau, dass Du wieder auf deinen Berg kommst! Ich will Dich nie wieder sehen!“ Da besann sich Shiva und sagte Parvati zu, dass er den Kopf des nächsten Lebewesens erhält, das vorbeikommt. Das war ein Elefant, der im Kampf einen Stoßzahn verloren hatte.

### Ganesha und die Streiche
Beliebtes mythologisches Thema sind auch die zahlreichen Streiche, die Ganesha seinen Eltern spielt. Eines Tages ärgerte Ganesha als Kind eine kleine Katze, die er am Schwanz zog und unsanft hin- und herschleuderte. Später traf er seine Mutter Parvati, die er zerkratzt am Himalaya vorfand und fragte was ihr geschehen war. Diese antwortete, dass sie die Katze gewesen sei.
Andere Geschichten erzählen davon, wie Ganesha seinem Vater Shiva, als dieser schlief, seinen Mond aus den Haaren stahl, damit spielte und seine Scharen ihn wieder einzufangen versuchten.

### Ganesha und die Ratte

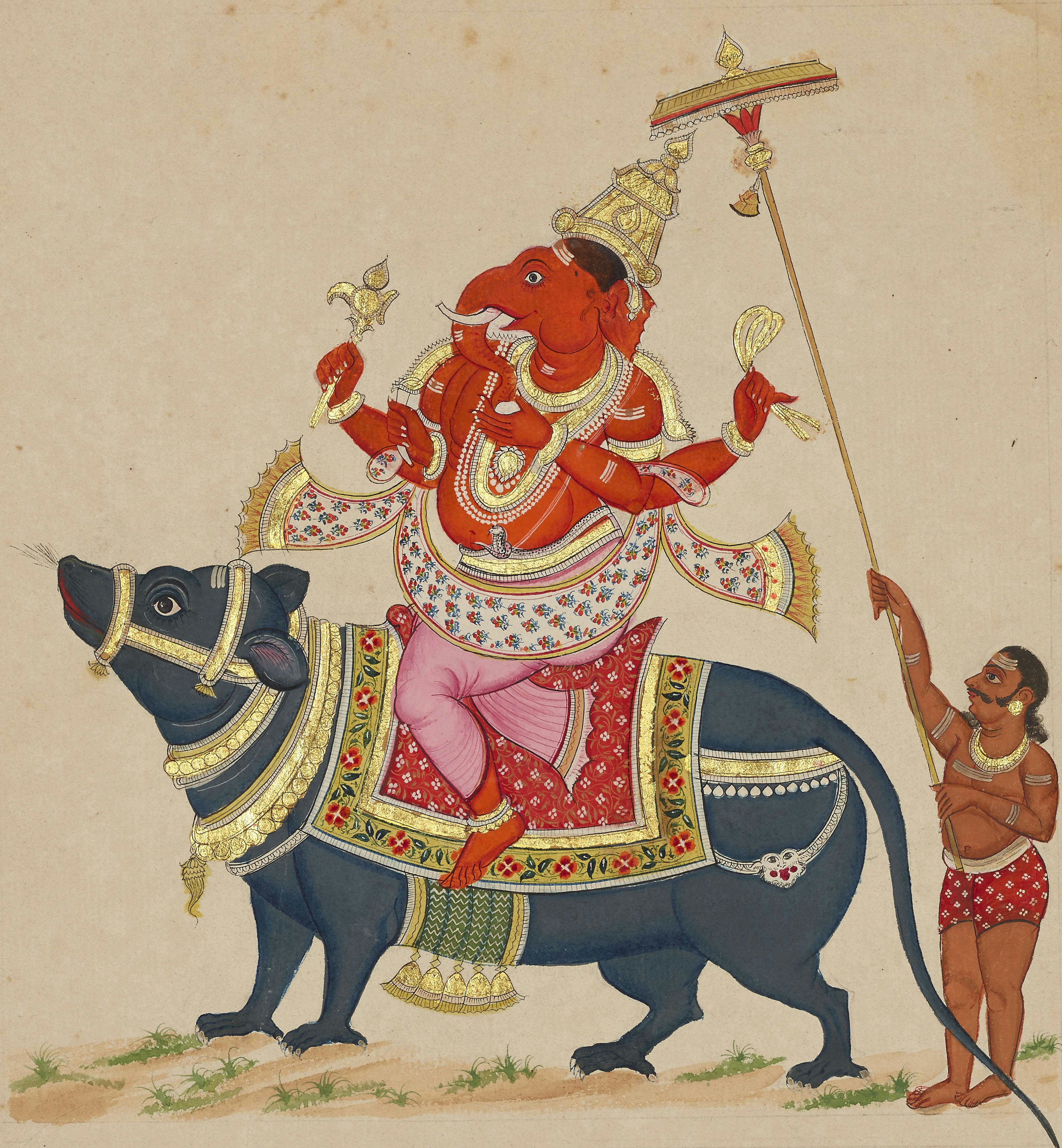
Ganesha auf seinem Reittier. Malerei auf Papier, 1816

Eines Tages verwüstete ein als Strafe für seine Respektlosigkeit von den Göttern in eine Ratte verwandelter Dämon einen Aschram des Parashurama und aß dort alle Lebensmittel auf. Die Bewohner wandten sich an Ganesha, den Zerstörer der Hindernisse. Dieser erschien im Aschram und fing die Ratte mit seinem Seil ein. Er zähmte sie dadurch, sodass sie fortan sein Reittier wurde.

### Ganesha und Kubera
Bekannt sind auch die Mythen von Ganeshas Naschhaftigkeit und Gier. Eines Tages lud Kubera, der Gott des Reichtums, den Gott zum Essen in seinem Palast ein, doch Ganesha war einfach nicht zufrieden zu stellen und aß immer weiter. Inzwischen war der gesamte Palast leergegessen und Kubera hatte nichts mehr was er Ganesha anbieten konnte. Nun aß der Gott auch noch Geschirr des Gastgebers, schließlich seine gesamte Einrichtung, fast den gesamten Palast und fast ganz Alakapuri, die prächtige Königsstadt des Gottes. Als nichts mehr da war, was Kubera anbieten konnte, drohte Ganesha schließlich auch ihn zu verspeisen. Voller Angst wandte sich Kubera an Ganeshas Vater Shiva, dessen Freund er war, und erzählte ihm aufgeregt davon. Dieser ließ Ganesha zu sich schicken und wies ihn an, zu seiner Mutter Parvati zu gehen. Das tat er, und diese gab ihm einen Reiskloß, der zu seinen Lieblingsspeisen gehörte. Danach war der Gott gesättigt und zufrieden, und der Gott Kubera wurde so gerettet.

### Ganesha als Bezwinger von Ravana
Auch als Bezwinger von Ravana ist er bekannt. Dieser übte lange Zeit Askese. Er erklärte Shiva, dem Freund der Asuras, den Wunsch, dass weder ihm noch seinem Königreich etwas zustoßen solle. Shiva gab ihm ein Linga und erklärte, er solle es in sein Reich mitnehmen. Dort müsse er es in seinem Schrein mitnehmen und es ordnungsgemäß verehren. Nur dann würden er und sein Königreich unbesiegbar. Allerdings knüpfte Shiva eine Bedingung an seine besondere Reise. Unter keinen Umständen dürfe es während seiner Reise auf den Boden gestellt werden. Dann könne er es nicht mehr fortbewegen. Ravana war zufrieden mit dem Geschenk und machte sich sofort auf die Reise heimwärts. Auf der Rückreise drang jedoch Varuna, der Gott der Ozeane, von hinten in Ravanas Körper ein und nötigte ihn zum Anhalten. Ravana verspürte das Gefühl (das Bedürfnis), sich zu erleichtern. In seiner Notlage rief er einen jungen Burschen herbei und bat ihn das Linga zu halten, solange er seine Notdurft verrichte, da es keinesfalls abgesetzt werden durfte. Kaum war Ravana verschwunden, rief ihn der Junge dreimal, erhielt jedoch keine Antwort von ihm, sodass er das Linga absetzte. Als Ravana zurückkehrte und sah, was geschehen war, wurde er sehr wütend. Er schimpfte mit dem Jungen und drohte ihn zu töten. In diesem Augenblick nahm der Junge seine wahre Gestalt als Ganesha an. Er überwand Ravana und rollte ihn zu einer Kugel zusammen. Diese warf er gen Himmel.

## Ganesha und die Frauen
Über die Frage nach Ganeshas Ehestatus herrscht in Indien keine Einigkeit. Im Norden Indiens gilt er als mit Siddhi („Klugheit und Reichtum“) oder Riddhi („Erfolg, Gedeihen“) und Buddhi („Weisheit“) verheiratet, die beide oft auch nicht als reale Gattinnen, sondern als symbolische Eigenschaften des Gottes verstanden werden. Beide bilden Ganeshas Shakti. Im Süden Indiens gilt der Gott hingegen als ewiger Junggeselle, im „Zölibat“ lebend. Ein Mythos dazu erklärt, Ganesha habe versprochen, nur dann eine Frau zu heiraten, wenn diese genau so schön wie seine Mutter Parvati sei. Das ist nach hinduistischem Verständnis nicht möglich, sodass er noch heute auf der Suche ist.

## Ganeshas Entwicklung und Geschichte
Ganesha nimmt verschiedene Formen anderer Götter, besonders Naturgottheiten in sich auf. Sein kugeliger Bauch und seine „gnomhafte“ Gestalt sprechen beispielsweise für eine Entwicklung aus den Yakshas, alten Fruchtbarkeitsgenien. Viele der Attribute, die er trägt, erinnern ebenfalls an Utensilien der Landwirtschaft, wie Hakenpflug oder ein Bindeseil für Garben. Auch der Umstand, dass aus Lehm gemachte Ganeshafiguren während seines Festes in den Fluss geworfen werden und somit aus der Natur kommend, in den Kreislauf der Natur zurückgeführt werden, würde für diese These sprechen. Historisch gesehen ist Ganesha der jüngste wichtige Gott des Hinduismus. Namentlich taucht er in den Veden nicht auf. Literarisch ist er erst in epischer Zeit und den Puranas greifbar und voll ausgearbeitet. Ganesha ist frühestens ab dem 5. Jahrhundert nach Christus nachzuweisen. Die Darstellung einer anthropomorphen Elefantengestalt, die Ganesh darstellen könnte, liegt im Falle einer indisch-griechischen Münze aus dem 1. und 2. Jahrhundert vor Christus vor.

## Fest

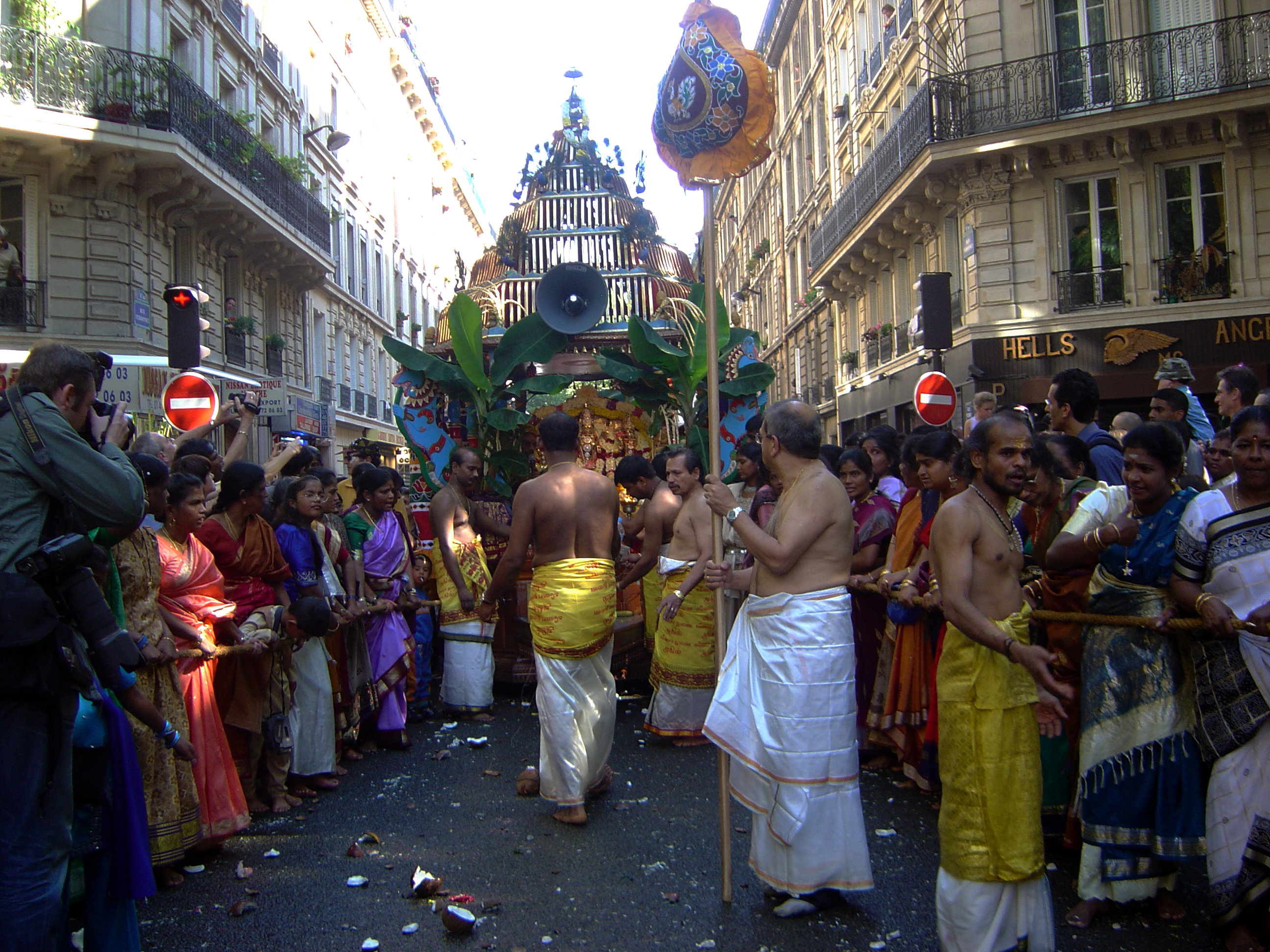
Ganesha-Fest vor dem Ganesh-Tempel Sri Manika Vinayakar Alayam in Paris, 2004

Für jene Gläubigen, die in Ganesha oder Ganapati das Höchste sehen, ist Ganesh Chaturthi (nach dem Mondkalender zwischen Mitte August und Mitte September) das höchste aller Feste im Jahreslauf; nach ihrem Glauben kommt Gott in diesen Tagen zu Besuch, ebenfalls wird gefeiert, dass Ganesh an diesen Tagen geboren wurde. An diesem Tag soll man es vermeiden, den Mond anzusehen. Häufig wird er mit dem Mantra Ganesha Sharanam, Sharanam Ganesha verehrt, was bedeutet Ganesha möge die Hindernisse entfernen.
Besonders prächtig feiern die Menschen den Tag in Mumbai (früher Bombay). Dabei werden unzählige kleine oder riesige Ganesh-Statuen aus Lehm auf Altären in Häusern und Straßen aufgestellt und einige Tage verehren die Gläubigen in diesen Darstellungen das Göttliche mit regelmäßigen Gottesdiensten, Musik und Tanz. Am letzten Tag werden sie verabschiedet und in fröhlichen Prozessionen zum Meer gebracht, wo man sie unter Jubel in den Fluten versenkt.

## Ganesha und die Wunder
1995 gab es in Indien, in Delhi, Gerüchte, dass eine Ganeshastatue sämtliche an sie dargebrachte Milchopfer aufgesaugt haben soll. Die Nachricht verbreitete sich wie ein Lauffeuer. Die Leute strömten zu Tausenden, um das „Wunder des Ganesha“ zu bestaunen. Man sagte, der Gott Ganesha habe sie mit seinem Rüssel oder seinem Stoßzahn aufgesaugt.